# Hjältar i gult och blått
Hjältar i gult och blått är en svensk komedifilm från 1940 i regi av Schamyl Bauman. I huvudrollerna ses Elof Ahrle och Thor Modéen.

## Handling
Skräddaren Tosse (Modéen) ska in på repövning men han fixar så att skräddarbiträdet Loffe (Ahrle) rycker in i hans ställe. När Loffe har åkt kommer dock Loffes order om repövning så Tosse ser inget annat val än att rycka in i Loffes ställe. Vid regementet får Tosse finna sig i att kommenderas av Loffe som nu är gruppchef.

## Om filmen
Både Modéen och Ahrle stod på toppen av sin popularitet runt 1940. Till skillnad från tidigare komedifilmer om "livet i lumpen" kännetecknas den här av en tydlig patriotism. Anledningen är andra världskriget som utbrutit ett halvår innan filmpremiären. Filmen hade premiär på biograf Astoria i Stockholm den 16 februari 1940. Den har visats vid ett flertal tillfällen på TV3 och i SVT, bland annat i juli 2019.

## Rollista i urval
- Thor Modéen – Thor "Tosse" Emanuelsson, skräddarmästare, löjtnant i reserven
- Elof Ahrle – Loffe Holm, skräddare
- Tollie Zellman – fru Delmer
- Barbro Kollberg – Louise Delmer, hennes dotter
- Emy Hagman – Ulrika, Delmers hembiträde
- Sigge Fürst – Christian Rohzander, "doktor", sabotör
- Arne Lindblad – Lundvall, "amanuens", Rohzanders kumpan
- Gösta Cederlund – överste
- John Botvid – Gustafsson, skräddare
- Ivar Kåge – domare i krigsrätten
- Olle Hilding – bisittare i krigsrätten
- Tom Olsson – Gösta, den lille pojken
- Ernst Brunman – fanjunkare på kompaniexpeditionen
- Gunnar Björnstrand – sergeant Frisk

## Musik i filmen
- Kungliga Upplands regementes marsch, kompositör Axel Bergström, instrumental
- Mädel klein, Mädel fein (Du och jag, jag och du), kompositör Franz Lehár, tysk text Alfred Maria Willner, Robert Bodansky och Leo W. Stein svensk text Björn Halldén, sång Elof Ahrle och Thor Modéen
- Våra flammor och gummor och mammor, kompositör Mac Morris, text Einar Molin, sång Elof Ahrle och kör
- Inryckningsmarsch, kompositör Eskil Eckert-Lundin och Thore Ehrling, instrumental
- Stickmarsch, kompositör Eskil Eckert-Lundin, instrumental
- Till förläggningen, kompositör Eskil Eckert-Lundin, instrumental
- Flickan från Koskullskulle sång Emy Hagman
- Lycko-Per, kompositör Erik Baumann, text Sven Paddock, sång Elof Ahrle
- Byxmarsch, kompositör Eskil Eckert-Lundin, instrumental